# Меліса Аревало
Меліса Аревало (ісп. Melisa Arévalo; нар. 9 січня 1980) — колишня аргентинська тенісистка.
Найвищу одиночну позицію світового рейтингу — 268 місце досягла 17 липня 2000, парну — 240 місце — 26 листопада 2001 року.
Здобула 4 одиночні та 15 парних титулів ITF.

## Фінали ITF
| турніри $25,000 |
| турніри $10,000 |

### Одиночний розряд: 10 (4–6)
| Результат | Ранг | Дата              | Турнір                       | Покриття | Суперниця           | Рахунок       |
| --------- | ---- | ----------------- | ---------------------------- | -------- | ------------------- | ------------- |
| Перемога  | 1.   | 23 серпня 1998    | ITF Ібарра, Еквадор          | Ґрунт    | Даніела Олівера     | 6–4, 6–1      |
| Перемога  | 2.   | 6 вересня 1998    | ITF Гуаякіль, Еквадор        | Ґрунт    | Наталія Гуссоні     | 3–6, 6–3, 6–3 |
| Поразка   | 1.   | 29 серпня 1999    | ITF Ла-Пас, Болівія          | Ґрунт    | Маріана Меса        | 1–6, 4–6      |
| Поразка   | 2.   | 12 вересня 1999   | ITF Буенос-Айрес, Аргентина  | Ґрунт    | Россана де лос Ріос | 0–6, 2–6      |
| Перемога  | 3.   | 2 квітня 2000     | ITF Сантьяго, Чилі           | Ґрунт    | Міріам Д'Агостіні   | 6–3, 6–3      |
| Поразка   | 3.   | 15 травня 2000    | ITF Поса-Ріка, Мексика       | Тверде   | Даніела Олівера     | 1–6, 4–6      |
| Поразка   | 4.   | 12 серпня 2001    | ITF Ліма, Перу               | Ґрунт    | Карла Тіене         | 3–6, 4–6      |
| Поразка   | 5.   | 26 серпня 2001    | ITF Буенос-Айрес, Аргентина  | Ґрунт    | Наталія Гуссоні     | 4–6, 0–6      |
| Перемога  | 4.   | 11 листопада 2001 | ITF Сан-Сальвадор, Сальвадор | Ґрунт    | Карла Тіене         | 2–6, 6–3, 6–2 |
| Поразка   | 6.   | 17 лютого 2002    | ITF Матаморос, Мексика       | Тверде   | Мелінда Цінк        | 2–6, 3–6      |

### Парний розряд: 32 (15–17)
| Результат | Ранг | Дата              | Турнір                          | Покриття | Партнерка                 | Суперниці                                           | Рахунок          |
| --------- | ---- | ----------------- | ------------------------------- | -------- | ------------------------- | --------------------------------------------------- | ---------------- |
| Перемога  | 1.   | 6 квітня 1998     | ITF Вінья-дель-Мар, Чилі        | Ґрунт    | Даніела Мусколіно         | Паула Кабесас Селесте Контін                        | 6–3, 6–4         |
| Перемога  | 2.   | 31 серпня 1998    | ITF Гуаякіль, Еквадор           | Ґрунт    | Флоренсія Басіле          | Елена Хурісіч Марія Еухенія Рохас                   | 6–2, 6–2         |
| Перемога  | 3.   | 4 квітня 1999     | ITF Сантьяго, Чилі              | Ґрунт    | Хорхеліна Торті           | Лаура Берналь Паула Раседо                          | 6–4, 4–6, 6–4    |
| Перемога  | 4.   | 9 травня 1999     | Верона, Італія                  | Ґрунт    | Сабріна Валенті           | Мая Матевжич Драгана Ілич                           | 7–6, 7–6         |
| Поразка   | 1.   | 23 травня 1999    | Сарагоса, Іспанія               | Ґрунт    | Хорхеліна Торті           | Лурдес Домінгес Ліно Маріана Меса                   | w/o              |
| Перемога  | 5.   | 2 серпня 1999     | Каракас, Венесуела              | Тверде   | Маріана Меса              | Габріела Волекова Аліенор Трісеррі                  | 7–5, 7–6(1)      |
| Перемога  | 6.   | 23 серпня 1999    | Ла-Пас, Болівія                 | Ґрунт    | Маріана Меса              | Елга Віейра Ана Паула Нуваес                        | 6–1, 6–4         |
| Поразка   | 2.   | 15 листопада 1999 | Кампус, Бразилія                | Ґрунт    | Хорхеліна Торті           | Аліче Канепа Паула Раседо                           | 7–5, 4–6, 1–6    |
| Поразка   | 3.   | 2 квітня 2000     | Сантьяго, Чилі                  | Ґрунт    | Паула Раседо              | Міріам Д'Агостіні Хорхеліна Торті                   | 3–6, 6–7(3)      |
| Поразка   | 4.   | 27 серпня 2000    | Буенос-Айрес, Аргентина         | Ґрунт    | Паула Раседо              | Херальдін Айсенберг Лусіана Масанте                 | 2–6, 2–6         |
| Перемога  | 7.   | 3 вересня 2000    | Буенос-Айрес, Аргентина         | Ґрунт    | Паула Раседо              | Ларісса Шерер Маріана Меса                          | 6–3, 7–5         |
| Перемога  | 8.   | 5 березня 2001    | Сальтільйо, Мексика             | Тверде   | Кончіта Мартінес Гранадос | Кортні Чепмен Мелісса Міддлтон                      | 7–6(3), 0–6, 6–1 |
| Поразка   | 5.   | 26 березня 2001   | Сьюдад-Вікторія, Мексика        | Тверде   | Кончіта Мартінес Гранадос | Даніела Олівера Лусіана Масанте                     | 4–6, 5–7         |
| Перемога  | 9.   | 14 травня 2001    | Турин, Італія                   | Ґрунт    | Ванесса Менга             | Даніела Олівера Лусіана Масанте                     | 7–5, 6–2         |
| Поразка   | 6.   | 25 червня 2001    | Фонтанафредда, Італія           | Ґрунт    | Наталія Гуссоні           | Жоана Кортез Ванесса Менга                          | 3–6, 3–6         |
| Перемога  | 10.  | 8 липня 2001      | Камайоре, Італія                | Ґрунт    | Ніколь Ренкен             | Петра Диздар Міа Марович                            | 4–5 ret.         |
| Поразка   | 7.   | 22 липня 2001     | Сан-Жозе-дус-Кампус, Бразилія   | Тверде   | Ванесса Менга             | Карла Тіене Бруна Колозіу                           | 3–6, 5–7         |
| Перемога  | 11.  | 19 серпня 2001    | Ла-Пас, Болівія                 | Ґрунт    | Карла Тіене               | Даніела Альварес Ана Лусія Мільяріні де Леон        | 4–2 ret.         |
| Поразка   | 8.   | 26 серпня 2001    | Парана (місто), Аргентина       | Ґрунт    | Наталія Гуссоні           | Хорхеліна Краверо Еріка Краут                       | 2–6, 3–6         |
| Поразка   | 9.   | 30 вересня 2001   | Сан-Паулу, Бразилія             | Тверде   | Хорхеліна Краверо         | Карла Тіене Ванесса Менга                           | 3–6, 1–6         |
| Перемога  | 12.  | 29 січня 2002     | Сальтільйо, Мексика             | Тверде   | Ванесса Менга             | Даніела Олівера Кароліне Анн Базу                   | 4–6, 6–4, 7–5    |
| Поразка   | 10.  | 11 лютого 2002    | Матаморос (Тамауліпас), Мексика | Тверде   | Ванесса Менга             | Карла Тіене Хорхеліна Краверо                       | 2–6, 6–2, 5–7    |
| Поразка   | 11.  | 18 лютого 2002    | Сьюдад-Вікторія, Мексика        | Тверде   | Ванесса Менга             | Карла Тіене Хорхеліна Краверо                       | 2–6, 5–7         |
| Перемога  | 13.  | 10 квітня 2002    | Монтеррей, Мексика              | Тверде   | Ванесса Менга             | Ольга Калюжная Марія Фернанда Алвеш                 | 6–2, 6–1         |
| Поразка   | 12.  | 13 травня 2002    | Казале-Монферрато, Італія       | Ґрунт    | Еріка Краут               | Мелісса Дауз Рошелл Розенфілд                       | 6–3, 6–7(5), 1–6 |
| Поразка   | 13.  | 27 травня 2002    | Кампобассо, Італія              | Ґрунт    | Наталія Гуссоні           | Кароліне Анн Базу Даніела Олівера                   | 4–6, 5–7         |
| Перемога  | 14.  | 10 березня 2003   | Матаморос, Мексика              | Тверде   | Марія Фернанда Алвеш      | Карла Тіене Жоана Кортез                            | 6–0, 7–5         |
| Поразка   | 14.  | 16 червня 2003    | ITF Поса-Ріка, Мексика          | Тверде   | Марія Фернанда Алвеш      | Карла Тіене Флоренсія Рівольта                      | 3–6, 3–6         |
| Поразка   | 15.  | 30 червня 2003    | ITF Монтеррей, Мексика          | Тверде   | Мікаела Моран             | Карла Тіене Марія Фернанда Алвеш                    | 6–7(7), 2–6      |
| Поразка   | 16.  | 14 липня 2003     | ITF Кампус, Бразилія            | Тверде   | Фредеріка Пієдаде         | Карла Тіене Марія Фернанда Алвеш                    | 6–7, 2–6         |
| Поразка   | 17.  | 28 вересня 2003   | ITF Агуаскальєнтес, Мексика     | Ґрунт    | Ларісса Карвальйо         | Карла Тіене Марсела Еванжеліста                     | 3–6, 6–2, 2–6    |
| Перемога  | 15.  | 27 жовтня 2003    | ITF Обрегон, Мексика            | Ґрунт    | Кільдін Шевальє           | Ана Лусія Мільяріні де Леон Даніела Муньос Галлегос | 1–6, 6–2, 6–4    |